# Parhippopsicon flavicans
Parhippopsicon flavicans es una especie de escarabajo del género Parhippopsicon, familia Cerambycidae.

## Historia
Fue descrita científicamente por primera vez en el año 1970 por Breuning.